# المكتبة الوطنية السورية
المكتبة الوطنية السورية هي المكتبة الوطنية للجمهورية العربية السورية، تقع في دمشق بالقرب من ساحة الأمويين. كانت تسمى على اسم حافظ الأسد الرئيس السوري السابق باسم مكتبة الأسد الوطنية. تبلغ مساحتها الكلية 22 ألف متر مربع تتوزع على تسعة طوابق.
تعمل المكتبة كمكتب إيداع قانوني ومكتب حقوق نشر في سوريا، مما يضمن الحفاظ على الأعمال المنشورة في البلاد. بالإضافة إلى ذلك، تضم المكتبة المقر الرئيسي لجمعية المكتبات والوثائق في سوريا.

## تاريخ
في عام 1976، أعلنت وزارة الثقافة السورية رسميًا عن خطط لإنشاء مكتبة وطنية. بدأ البناء في عام 1978 واكتمل في نوفمبر 1983. وافتتحت المكتبة للجمهور في العام التالي. وقد تم تعريف مهمتها بأنها "جمع جميع الكتب والمنشورات وأشكال الأدب المتعلقة بالتراث الثقافي السوري"، بهدف تنظيم هذه المواد لدعم العلماء والباحثين.

## حول المكتبة
تعتبر المكتبة الوطنية السورية من أكبر وأهم المكتبات العربية. من أولى مهامها جمع كافة أشكال التراث الثقافي والكتب والمؤلفات والدوريات والمراجع والمخطوطات وغيرها من أوعية المعلومات وفي كافة المجالات الثقافية والأدبية والعلمية والاقتصادية وكل ما يتصل بها، وتنظيم هذه الكنوز والمراجع والمواد العلمية وتيسير الانتفاع بها للباحثين والدارسين والمهتمين في شتى المجالات وعلى أعلى مستوى.
تولي المكتبة اهتماماً بالتراث الثقافي العربي والتراث السوري المعاصر لجمع مختارات منه في كافة المواضيع وللحفاظ على التراث العربي القديم (المخطوطات) وما يتعلق بمواضيع التراث. وتسعى المكتبة إلى جمع ما تيسر من هذه المخطوطات في سوريا وصيانتها وترميمها وفق أحدث الأساليب المتبعة عالمياً في مجال المخطوطات والوثائق التاريخية بطرق التعقيم والترميم وبظروف فيزيائية وتجهيزات علمية خاصة وحفظها في مستودعات ملائمة لحمايتها. وتعد المكتبة الوطنية السورية من المكتبات العالمية المميزة.

## قاعات المطالعة
تضم المكتبة الوطنية بدمشق أو مكتبة الأسد عدداً من القاعات ومراكز المحاضرات والتجهيزات والمستودعات والصالات والغرف والأقسام والإدارت المنظمة لعمل المكتبة. وبلغ عدد قاعات المطالعة في المكتبة 12 قاعة وهي:
1 - قاعة الأدب والدين واللغات.
2 - قاعة العلوم الاجتماعية والمعارف العامة والفنون.
3 - قاعة العلوم النظرية والتطبيقية.
4 - قاعة شاملة للعلوم مخصصة لطلبة السنوات الأولى في الجامعات والمعاهد.
5 - القاعة السورية، قاعة مخصصة للتشريعات والقوانين السورية وحفظ وأرشفة الجريدة الرسمية السورية.
6 - قاعة الدوريات القديمة، وتضم الإصدارات القديمة للصحف والمجلات والدوريات العربية والأجنبية بكافة اللغات.
7 - قاعة الدوريات الحديثة، وتضم الإصدارت الحديثة للصحف والمجلات العربية والأجنبية.
8 - قاعة هيئة الأمم المتحدة، تحتوي على مراجع وتقارير إدارية وعلمية صادرة عن الأمم المتحدة والمنظمات التابعة لها.
9 - قاعة الكمبيوتر، تضم القاعة أجهزة كمبيوتر مخصصة للراغبين من الرواد باستخدام نظم التشغيل المختلفة.
10 - قاعة المكفوفين، تضم أجهزة خاصة لضعاف البصر إضافة للأجهزة المخصصة للمكفوفين فاقدي البصر وأجهزة سمعية وتظم الكتب والدوريات بلغة بريل.
11 - قاعة المخطوطات والكتب النادرة، وهي قاعة مجهزة بمستودع خاص يخضع لشروط حماية للمحافظة على المخطوطات والوثائق وحمايتها من التلف وفق احدث النظم والتقنيات.
12 - قاعة التراث السوري أو قاعة الوسائل السمعية والبصرية، وهي مخصصة لحفظ التراث السوري بكافة أشكاله وألوانه وتضم مكتبة أفلام سينمائية سورية، ومعرض لوحات وصور لمعارض فنانين تشكيليين سوريين، وتضم مجموعات نقدية وعملات نقدية ورقية ومعدنية سورية وتاريخية، كم تحتوى قاعة التراث السوري على مجموعات الطوابع البريدية السورية والعالمية، وكذلك بطاقات وصور لمعالم سورية قديمة وحديثة، وتحتوي القاعة على قسم خاص بالتسجيلات والأشرطة والأسطوانات للموسيقى والفلكلور السوري ونوتات موسيقية سورية، وبالقاعة كتب ومراجع سمعية وبصرية بعدة لغات الإنجليزية والفرنسية والألمانية والأسبانية، وتخضع هذه القاعة لشروط حماية الموجودات.